# Парк имени Богдана Хмельницкого (Кривой Рог)
Парк имени Богдана Хмельницкого (укр. Парк імені Богдана Хмельницького) — парк культуры и отдыха на Соцгороде, Металлургический район, Кривой Рог, Украина.

## Характеристика
Парк имени Богдана Хмельницкого — один из самых больших парков Кривого Рога, культурный центр города. Расположен в центральной части Соцгорода, имеет хорошее транспортное соединение, отчего является одним из наиболее посещаемых парков, излюбленным местом жителей района и всего города. В праздничные дни и во время массовых гуляний здесь проходят концерты, выставки и спортивные соревнования. Главная достопримечательность — большой и красочный фонтан, радующий глаз жителей и гостей города. На территории парка находится большое количество развлекательных заведений, аттракционов, тир, современная детская площадка, сцена на которой проводятся концерты.
Парк ограничен проспектом Металлургов, улицами Соборности и Святогеоргиевской. На юге парк выходит к прудам. На парк выходят улицы: Степана Тильги, Хабаровская, Галатова, Вадима Гурова, Ландау, Ветеранов Труда. На территории парка, по проспекту Металлургов, находится станция скоростного трамвая Проспект Металлургов, остановка общественного транспорта, по улицам Соборности и Святогеоргиевской ходят трамваи.
На территории парка располагаются:
- Дворец культуры «Металлург»;
- Памятник Богдану Хмельницкому;
- плавательный бассейн;
- стадион «Металлург»;
- Криворожская Ледовая арена[1].

Адрес парка: Кривой Рог, проспект Металлургов.